# Pallavolo ai XXXII Giochi del Sud-est asiatico
La pallavolo ai XXXII Giochi del Sud-est asiatico si è disputata durante la XXXII edizione dei Giochi del Sud-est asiatico, che si è svolta a Phnom Penh nel 2023.

## Podi
| Evento                         | Oro        | Argento  | Bronzo    |
| Pallavolo maschile (dettagli)  | Indonesia  | Cambogia | Vietnam   |
| Pallavolo femminile (dettagli) | Thailandia | Vietnam  | Indonesia |